# Greatest Hits Vol. 2 (ABBA-album)
A Greatest Hits Vol. 2. a svéd ABBA együttes 1979 októberében megjelent második válogatásalbuma, mely egybeesett az Észak-Amerikai és Európai (1979. szeptember és november közötti) turnéjukkal. A megjelenés egy évre esett a hatodik stúdióalbum, a Voulez-Vous kiadásával. A válogatás albumra került fel először a Gimme! Gimme! Gimme! (A Man After Midnight) című dal is, mely 1979. október 2-án jelent meg.
Az albumon kizárólag az 1976 és 1979 között rögzített slágerek hallhatóak, melyek az Arrival, ABBA: The Album és a Voulez-Vous anyagaiból tevődik össze, valamint hallható a lemezen a Summer Night City című dal is, mely nem került fel stúdióalbumra. A Rock Me ez alól kivételt képez, ugyanis a dal 1975-ben jelent meg először az Abba-n.
Az Angeleyes című dal az Egyesült Királyságbeli siker miatt került fel a nagylemezre, mely korábban a Voulez-Vous című dallal volt hallható egy kislemezen, de megjelent a dal az I Wonder (Departure) című dallal együtt is.
A Greatest Hits vol. 2. Japánban nagy sikert aratott, több mint 920 000 darabot értékesítettek belőle. Akkoriban ez volt a nem hazai művészek közül a legkeresettebb album. Ugyanebben az időszakban Michael Jackson Thriller és a Flashdance című filmzene több mint 1 000 000 példányban kelt el. Az Egyesült Államokban arany minősítést ért el.

## Dallista
A oldal
1. Gimme! Gimme! Gimme! (A Man After Midnight) (Andersson, Ulvaeus) – 4:45
2. Knowing Me, Knowing You (Anderson, Andersson, Ulvaeus) – 4:01
3. Take a Chance On Me (Andersson, Ulvaeus) – 4:03
4. Money, Money, Money (Andersson, Ulvaeus) – 3:05
5. Rock Me (Andersson, Ulvaeus) – 3:05
6. Eagle (Andersson, Ulvaeus) – 5:53
7. Angeleyes (Andersson, Ulvaeus) – 4:20

B oldal
1. Dancing Queen (Anderson, Andersson, Ulvaeus) – 3:51
2. Does Your Mother Know (Andersson, Ulvaeus) – 3:13
3. Chiquitita (Andersson, Ulvaeus) – 5:26
4. Summer Night City (Andersson, Ulvaeus) – 3:34
5. I Wonder (Departure) (Anderson, Andersson, Ulvaeus) – 4:32
6. The Name Of The Game (Anderson, Andersson, Ulvaeus) – 4:52
7. Thank You For The Music (Andersson, Ulvaeus) – 3:49

## Slágerlista
| Slágerlista(1979–81)                      | Helyezés | Hét |
| ----------------------------------------- | -------- | --- |
| UK Albums Chart (top 100)                 | 1        | 63  |
| Japanese Oricon Weekly CT Chart (top 100) | 1        | 57  |
| Japanese Oricon Weekly LP Chart (top 100) | 2        | 51  |
| Belgium                                   | 1        |     |
| Canada                                    | 1        |     |
| Finland                                   | 5        |     |
| Spain                                     | 3        |     |
| Switzerland                               | 2        |     |
| The Netherlands                           | 4        |     |
| Zimbabwe/Rhodesia                         | 2        |     |
| West Germany                              | 6        |     |
| Austrian Albums Chart (top 20)            | 2        | 34  |
| New Zealand Albums Chart (top 50)         | 3        | 14  |
| Swedish Albums Chart (top 50)             | 20       | 5   |
| Norwegian VG-lista Albums Chart (top 40)  | 25       | 4   |
| United States Billboard 200               | 46       | —   |

### Minősítések
| Ország                                      | Minősítés | Eladások |
| ------------------------------------------- | --------- | -------- |
| Finnország Musiikkituottajat – IFPI Finland | Arany     | 25 000   |
| Németország (BVMI)                          | Platina   | 500 000  |
| Hongkong (IFPI Hong-Kong)                   | Arany     | 10 000   |
| Egyesült Királyság (BPI)                    | Platina   | 300 000  |
| Egyesült Államok (RIAA)                     | Arany     | 500 000  |